# Camí de la Drecera
El Camí de la Drecera era, i és, un antic camí que uneix la ciutat de Reus amb Maspujols, al Baix Camp. També se'n diu Camí Travesser. Aquest camí és la continuació natural del camí de la Pedrera del Coubi, i es considera que pot ser un camí ancestral que portava als turons de Monterols, on s'hi han fet troballes arqueològiques del Neolític.
Actualment arrenca dels Cinc Camins, i és el segon a mà esquerra si s'hi arriba des de Reus pel camí de la Pedrera del Coubi. Ve enfront, segons el sentit de la marxa, i davalla. S'apregona de seguida, travessa el barranc del Tecu, pujant pel vessant oposat i es converteix en un camí fondo, amb gairebé cinc metres de profunditat. Arriba a la cota 280, passant per les parts altes de Monterols i la partida de Copons i agafa la direcció a Maspujols. Troba un camí que se li ajunta per l'esquerra, que ve del Mas de la Victòria, i molt a prop salta a la riera del Salt, i la segueix aigües avall fins que fa cap a la Riera de Maspujols, per on arriba al poble.